# یوهان اسمول
یوهان اسمول (استونیایی: Juhan Smuul; ۱۸ فوریهٔ ۱۹۲۲ – ۱۳ آوریل ۱۹۷۱) نویسنده اهل استونی بود.
وی همچنین برندهٔ جوایزی همچون جایزه لنین و نشان لنین شده‌است.

## نگارخانه

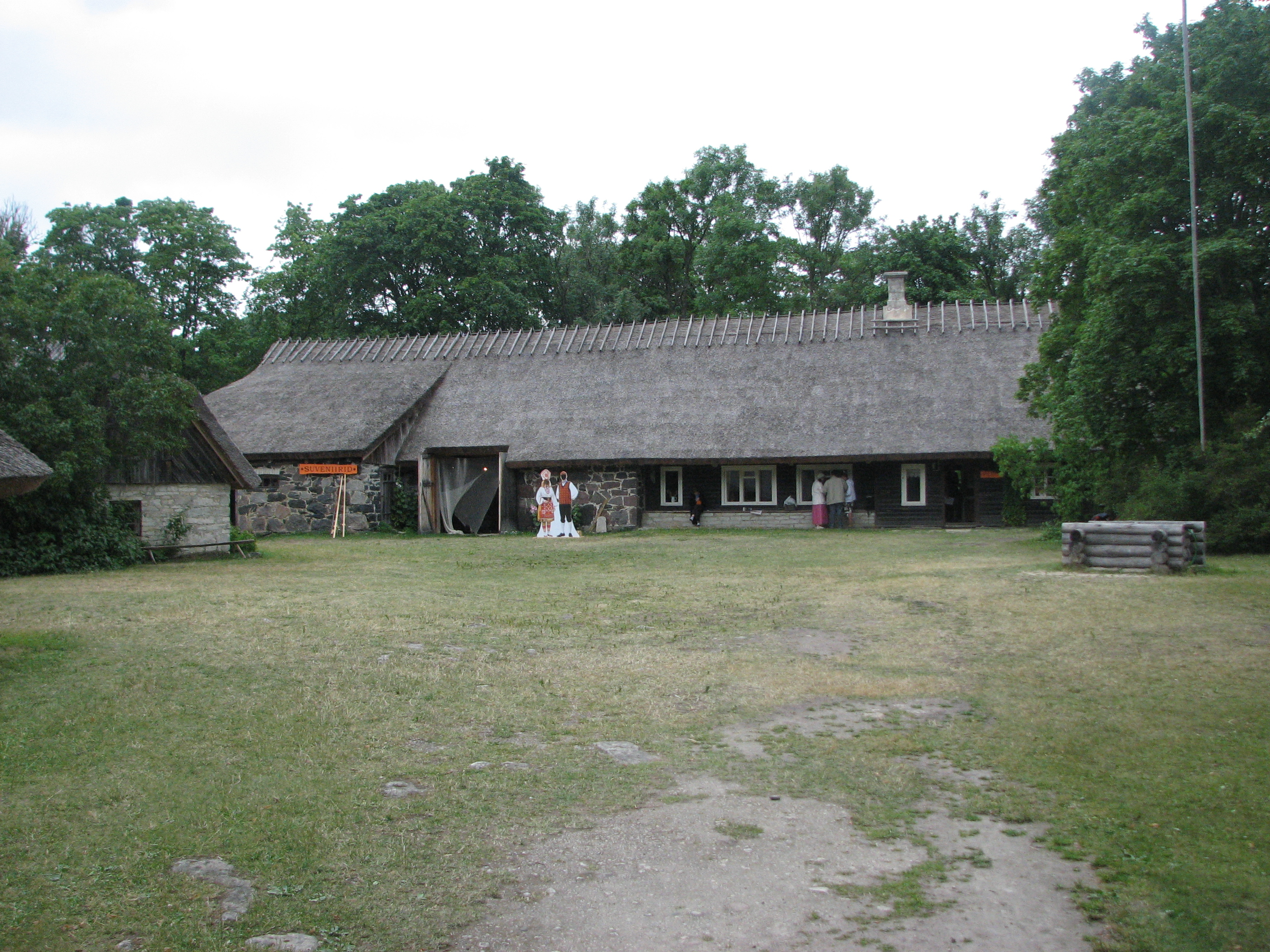
محل تولد یوهان اسمول در کوگووا
بنای یادبود اسمول در کوگووابنای یادبود اسمول در کوگووا